# 广州地铁三号线第二次增购列车
广州地铁三号线第二次增购列车，亦称广州地铁三号线中车长客增购列车，是广州地铁的电动车组车款之一，地铁內部型號为 B11，制造商产品型号为 CCD5059。该款列车与同时期生产的二号线增购列车均由中車長春軌道客車制造，其中的两列试验列车实现了碳化硅牵引系统在广州地铁的首次应用。

## 沿革
2020年7月31日，广州地铁集团开始对二号线及三号线增购列车进行招标，当中将为3號線增购18列新列車。这两种车型的订单由中车长春轨道客车中标。
2023年6月5日，首两列增购列车（03x163-164和03x165-166）从长春运抵广州的郭塘货场，随后被转运至岐山车辆段。目前已到货列车停放于岐山车辆段、大洲停车场、厦滘车辆段和嘉禾车辆段，并在后两个车辆段进行进一步的调试。
2024年6月3日晚，本型号首列投入使用的编组（03x169-170）上线三号线北延段运营。

## 列车细节

### 外观
列车车身以白色为底色，侧面和前脸绘有橙色飾帶，車窗、门窗及飾帶周邊则漆为黑色。此外，车头采用接近直角的设计，前照灯周围及下方绘有橙色及棕色条纹。

### 内部

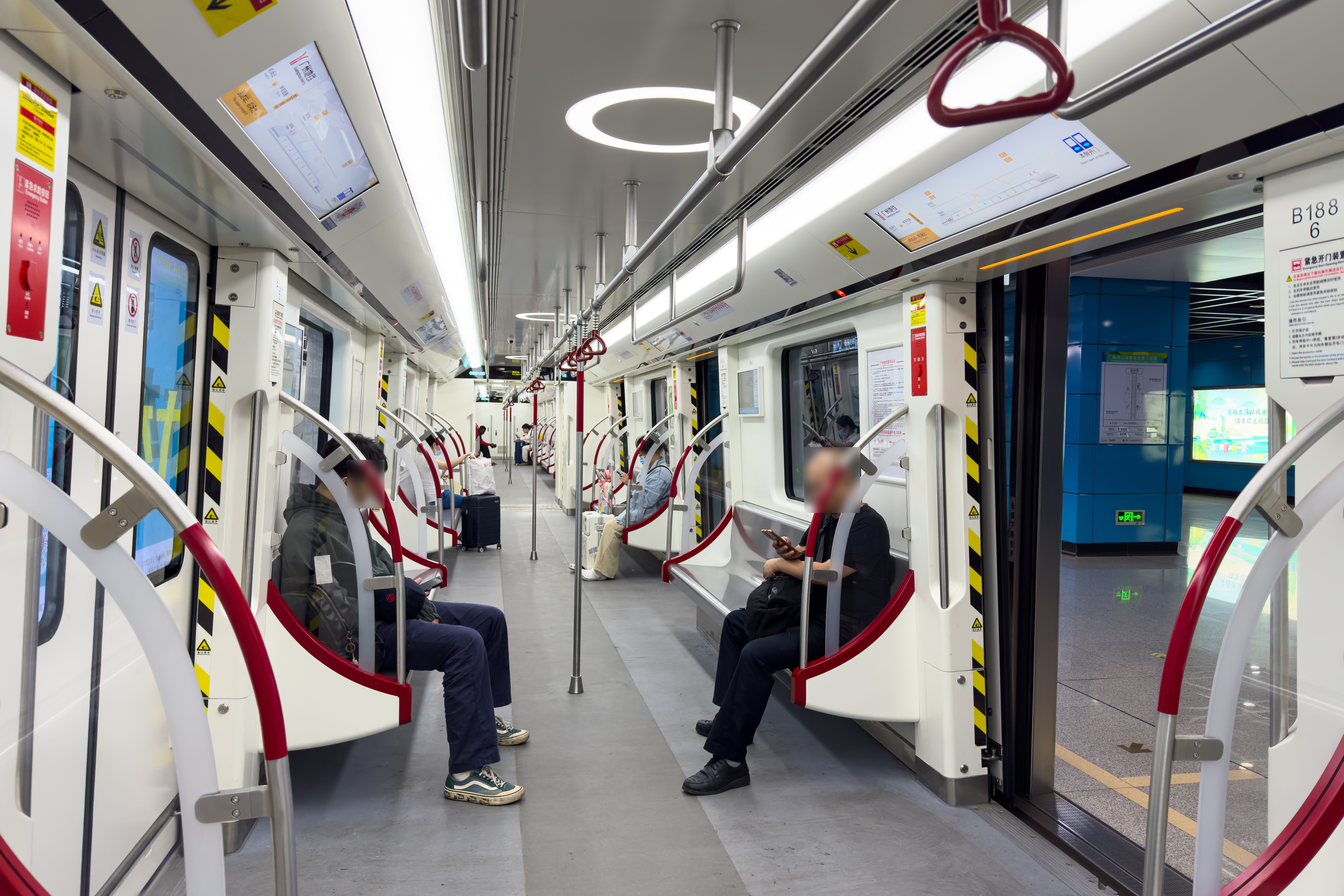
车辆内部

列车内部采用十八号线／二十二号线列车及二号线增购列车相似的设计，车内采用白色LED灯提供照明，并配有不锈钢制扶手和座椅，立柱及座位两侧的扶手偏上部分使用广州地铁特色“红”进行衬托。
列车在车门上方设有LCD动态地图，并在車廂兩端贯通道的顶部设有信息显示屏，其式样与前期引入的三号线东延段列车类似。

### 走行机器
列车的牵引电机为中车株洲电力机车研究所原设计、株洲中车时代电气代工生产，高压电器箱和牵引逆变器由株洲中车时代电气提供，辅助电源由广州鼎汉轨道交通车辆装备提供。

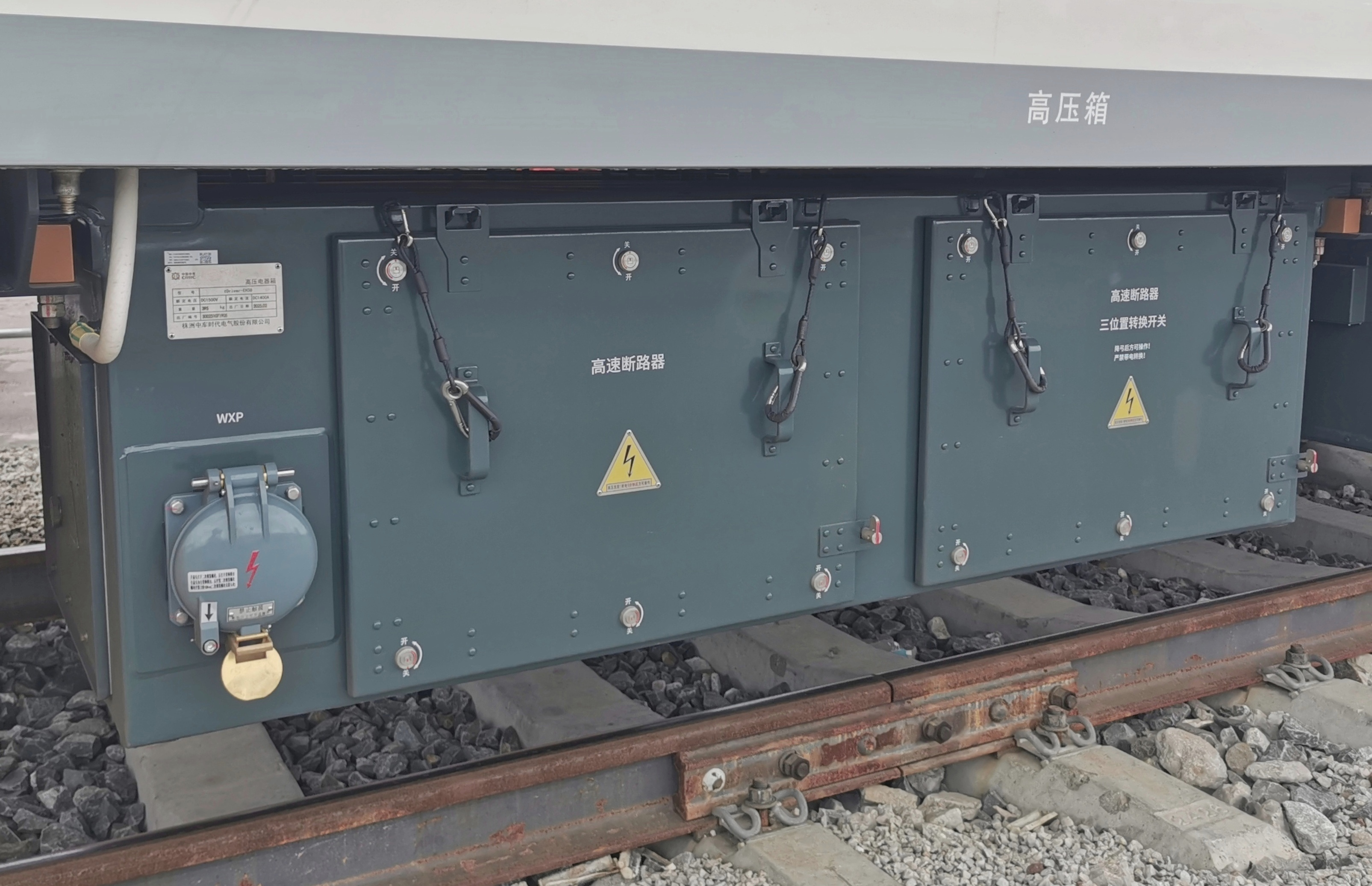
高压电器箱
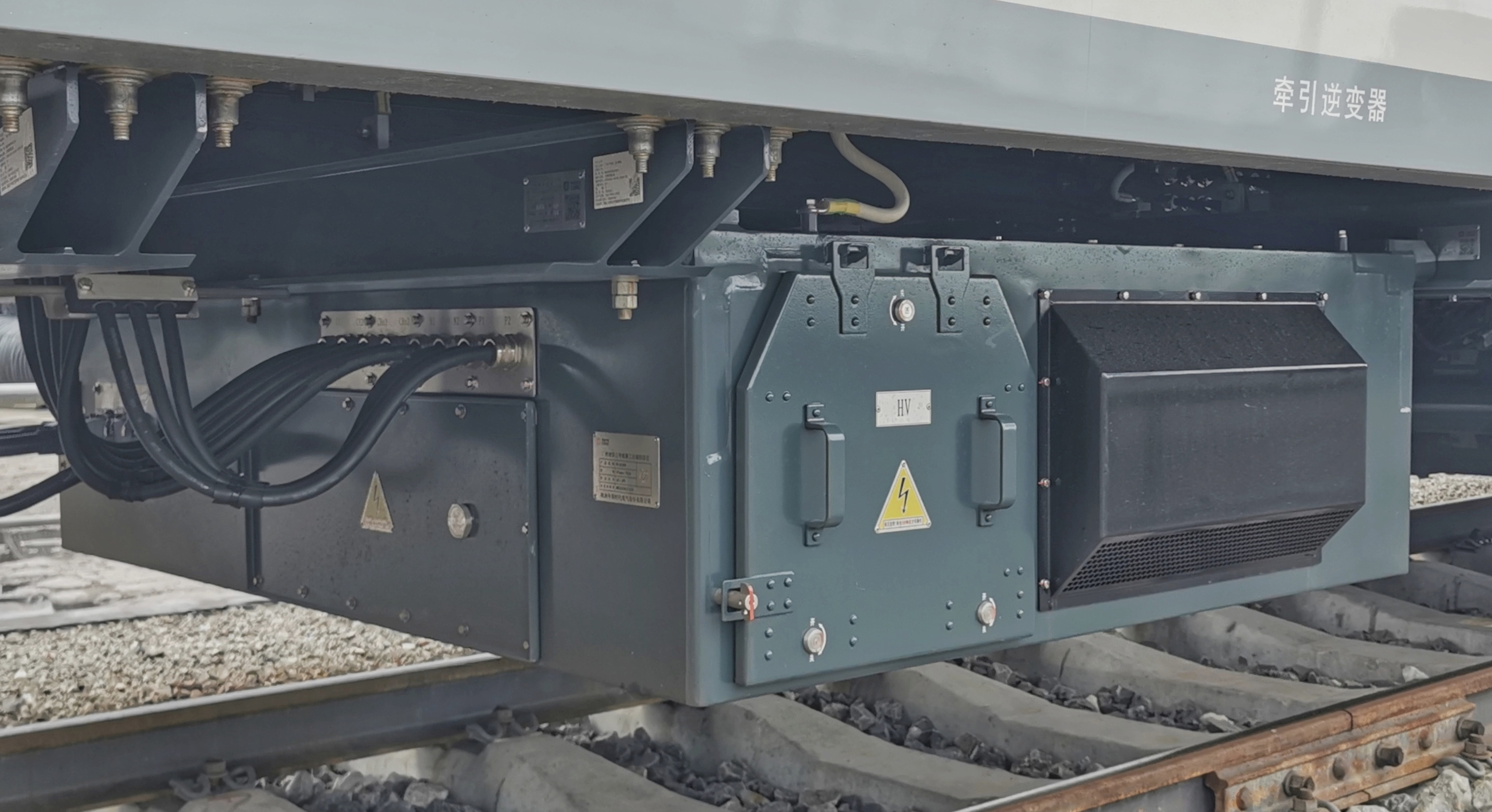
牵引逆变器
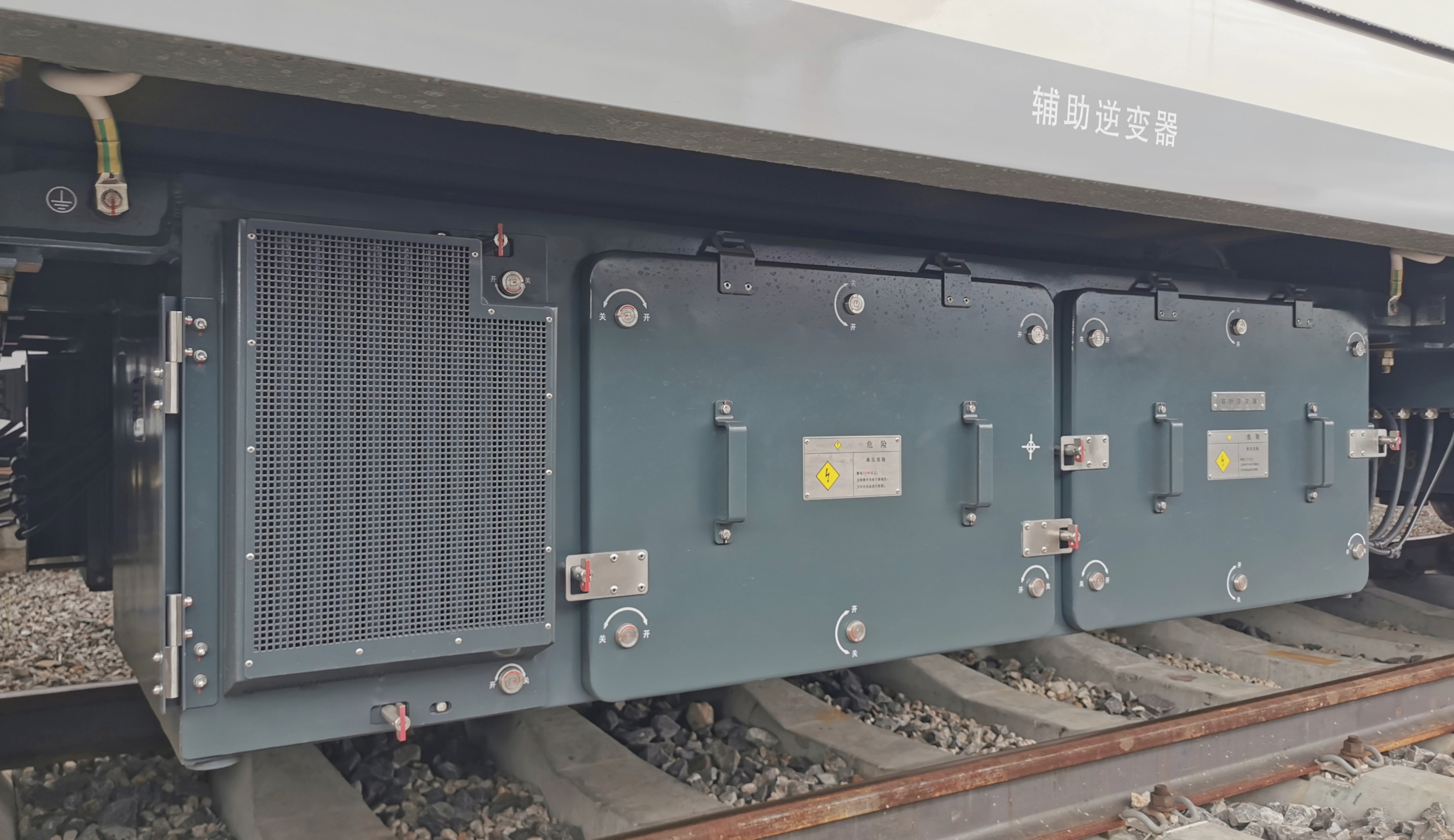
辅助电源

每节A、C单元车厢下方各安装一台牵引逆变器，每台牵引逆变器驱动四台额定功率230千瓦的永磁同步牵引电机。具体而言：每台电机对应一个逆变单元，每两个逆变单元及一个斩波单元集成在一套功率单元中；一个变流模块集成了两套功率单元，每套功率单元都与牵引逆变器内集成式电抗器中的一路相连；变流模块的直流侧采用车控方式控制，交流侧采用轴控方式控制。
牵引逆变器采用永磁P2平台（t Power-TN34系列）产品，以“安全可靠、绿色高效、小型轻量、智能便捷”为目标，满足SIL4安全功能等级，并拥有智能诊断功能，具有高工作效率、高安全系数、高集成度、高可靠性的优点，与永磁P1平台（t Power-TN27系列）产品相比，单台机器可实现体积减小36.34%、重量降低34.5%、额定损耗降低25.4%。值得一提的是，多数列车的牵引逆变器使用IGBT变流模块，而03x193-194和03x195-196（碳化硅牵引系统试验列车）的则使用全碳化硅变流模块。
每节B单元车厢下方各安装一台高压电器箱和两台辅助电源。高压电器箱内含高速断路器、辅助熔断器、三位置转换开关等部件，连接前端的受电弓及后端的牵引逆变器和辅助电源，对牵引及辅助系统整体进行保护；每台辅助电源为其所在动力单元的三节车厢供电，单台辅助电源的逆变器部分容量为120千伏安、充电机部分容量为15千伏安。

## 列车编组
本款列车和B2、B4、B10型列车一样以6节为一列，每列车均由A、B、C三种独立的单元车厢组成，编组方式为 A-B-C-C-B-A（= Mc - Tp - M + M - Tp - Mc =）。每列车的三种单元车厢之间通过半永久牵引杆进行机械连接，形成一个动力单元，两个动力单元间以半自动车钩联挂。
| 三号线第二次增购列车（B11） |                     |       |                                                                  |       |                                                         |       |                                                                  |   |                                                                  |       |                                                         |       |                                                                  |       |
| 車廂編號                    | 車廂編號            | =     | 03A1×× （奇）                                                    | -     | 03B1×× （奇）                                           | -     | 03C1×× （奇）                                                    | + | 03C1×× （偶）                                                    | -     | 03B1×× （偶）                                           | -     | 03A1×× （偶）                                                    | =     |
| 受电弓                      | 受电弓              | =     |                                                                  | -     | >                                                       | -     |                                                                  | + |                                                                  | -     | <                                                       | -     |                                                                  | =     |
| 车厢类型                    | 车厢类型            | =     | Mc                                                               | -     | Tp                                                      | -     | M                                                                | + | M                                                                | -     | Tp                                                      | -     | Mc                                                               | =     |
| 牵引电机                    | 多数列车            | =     | t Driver-MD1040 (J1) 230 kW × 4台                                | -     |                                                         | -     | t Driver-MD1040 (J1) 230 kW × 4台                                | + | t Driver-MD1040 (J1) 230 kW × 4台                                | -     |                                                         | -     | t Driver-MD1040 (J1) 230 kW × 4台                                | =     |
| 牵引电机                    | 碳化硅牵引 试验列车 | =     | t Driver-MD1040 (J1/P1) 230 kW × 4台                             | -     |                                                         | -     | t Driver-MD1040 (J1/P1) 230 kW × 4台                             | + | t Driver-MD1040 (J1/P1) 230 kW × 4台                             | -     |                                                         | -     | t Driver-MD1040 (J1/P1) 230 kW × 4台                             | =     |
| 牵引逆变器                  | 多数列车            | =     | t Power-TN34 (UR1/JP5) 1300 kVA IGBT 单变流模块 1C1M × 4群       | -     |                                                         | -     | t Power-TN34 (UR1/JP5) 1300 kVA IGBT 单变流模块 1C1M × 4群       | + | t Power-TN34 (UR1/JP5) 1300 kVA IGBT 单变流模块 1C1M × 4群       | -     |                                                         | -     | t Power-TN34 (UR1/JP5) 1300 kVA IGBT 单变流模块 1C1M × 4群       | =     |
| 牵引逆变器                  | 碳化硅牵引 试验列车 | =     | t Power-TN34 (UR1/JP7) 1300 kVA SiC-MOSFET 单变流模块 1C1M × 4群 | -     |                                                         | -     | t Power-TN34 (UR1/JP7) 1300 kVA SiC-MOSFET 单变流模块 1C1M × 4群 | + | t Power-TN34 (UR1/JP7) 1300 kVA SiC-MOSFET 单变流模块 1C1M × 4群 | -     |                                                         | -     | t Power-TN34 (UR1/JP7) 1300 kVA SiC-MOSFET 单变流模块 1C1M × 4群 | =     |
| 辅助电源                    | 辅助电源            | =     |                                                                  | -     | SC3-U1500-120/15- MT-GZL3Z (120 kVA + 15 kW) × 2台 IGBT | -     |                                                                  | + |                                                                  | -     | SC3-U1500-120/15- MT-GZL3Z (120 kVA + 15 kW) × 2台 IGBT | -     |                                                                  | =     |
| 动力单元                    | 动力单元            | 单元1 | 单元1                                                            | 单元1 | 单元1                                                   | 单元1 | 单元1                                                            | + | 单元2                                                            | 单元2 | 单元2                                                   | 单元2 | 单元2                                                            | 单元2 |